# Herberg het Witte Peert
Herberg Het Witte Peert (ook wel: café Jonker of café Westerling) is een voormalige horeca-gelegenheid in Assen gelegen op de hoek van de Oudestraat en de Oude Molenstraat.
Het is niet precies bekend hoe oud het gebouw is. Op deze plek stond al vanaf minstens 1652 een herberg. Het was als zodanig het eerste gebouw van enige betekenis dat buiten de singels van het voormalige kloosterterrein werd gebouwd. Het is dus mogelijk één van de oudste nog bestaande panden van Assen en het oudste buiten de singels. Met een onderbreking in de 19e eeuw is het steeds een horecagelegenheid geweest, tot aan 1967. Toen heeft het gebouw een ingrijpende verbouwing ondergaan en kwamen er winkels in.

## Locatie
Nu ligt het pand op de hoek van de Oudestraat en de Oude Molenstraat, maar vroeger, vóór de herstructurering van de noordelijke binnenstad in de jaren ’60, lag het aan een onregelmatig gevormd plein met de naam ‘Varkensmarkt’. Die naam is eind 19e eeuw in zwang gekomen, daarvoor werd het wel de ’Jordaan’ genoemd. Waarom is niet geheel duidelijk; misschien omdat het aan de overzijde van de singels lag, misschien ook omdat het laaggelegen terrein was. Het was een plek waar de wegen naar het klooster en later de nederzetting Assen, naar Witten, naar Zeijen en naar Rolde en Groningen samen kwamen, dus een ideale plek om een herberg te stichten.

## Beknopte geschiedenis
De eerste bewoner op deze plek was Arnold Kramer. Naast zijn werkzaamheden als deurwaarder moet hij hier al sinds minstens 1652 een herberg begonnen zijn. De herberg is gedurende de rest van de 17e eeuw en ook het grootste deel van de 18e eeuw in handen van de familie Kramer. Naast de werkzaamheden die de herberg met zich meebracht, zal de familie zich ook met kleinschalige vervening hebben bezig gehouden, want minstens vanaf het midden van de 18e eeuw bevond zich ook een turfschuur achter het pand.  In 1791 komt er een eind aan de periode-Kramer als Adolf Kramer de herberg, turfschuur en hof verkoopt aan Jan Hendriks Stoker.
Jan Hendriks Stoker was de stichter van het Wapen van Drenthe. Niet lang nadat hij het Witte Peert gekocht had, verkocht hij het Wapen van Drenthe. In 1794 overleed hij in zijn pas gekochte herberg. Daarna is het pand in relatief korte tijd een paar keer van eigenaar gewisseld tot dat het in 1807 in handen kwam van Roelof Beuker.
Roelof Beuker was voerman en in de tijd dat hij en zijn familie het pand in bezit hadden, lijkt er geen herberg meer gedreven te zijn, wél was er op deze plek een stalhouderij. Ergens tussen 1807 en 1832 is ook de turfschuur verkocht aan mede-voerman Harm L. Timmer, die er een woning van maakte, later in de 19e eeuw is er aan de noordzijde nog een stuk bij aangebouwd. Roelof Beuker overleed in 1853, waarna zijn zoon Hendrik, ook voerman, het huis en de stalhouderij overnam. In 1895 verkocht hij het pand aan Cornelis Jonker, die er in 1898 weer een horecagelegenheid van maakte.
In 1920 werd het café overgenomen door Hendrik Westerling uit Loon. Die liet het pand in 1933 verbouwen, waarbij het een ’strakker’ uiterlijk kreeg. En als hij in 1967 zijn café gaat sluiten, laat hij het pand nog eens op een ingrijpender wijze verbouwen tot winkelpand, waarbij er een verdieping wordt toegevoegd en glazen voorpuien worden aangebracht. Het winkelpand wordt vervolgens gebruikt door auditeur Marree. Anno 2023 is het in het bezit van juwelier Verhaagen.

## Afbeeldingen

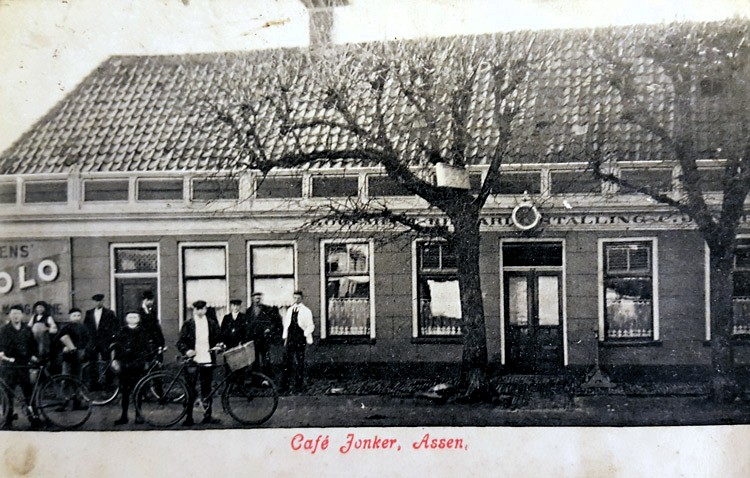
Café Jonker rond 1910
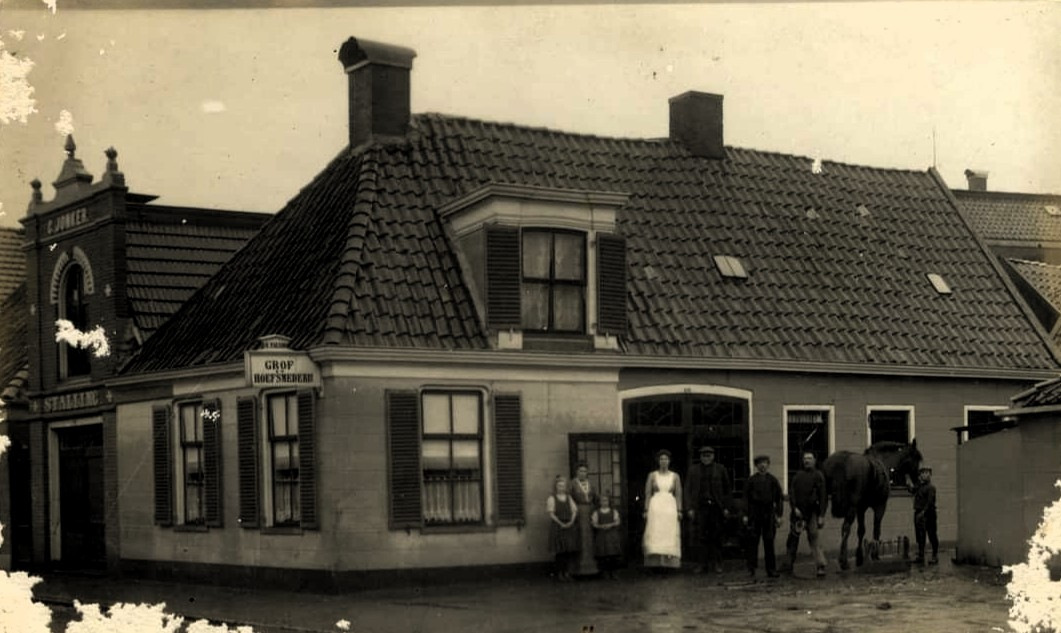
De tot woning verbouwde turfschuur rond 1910
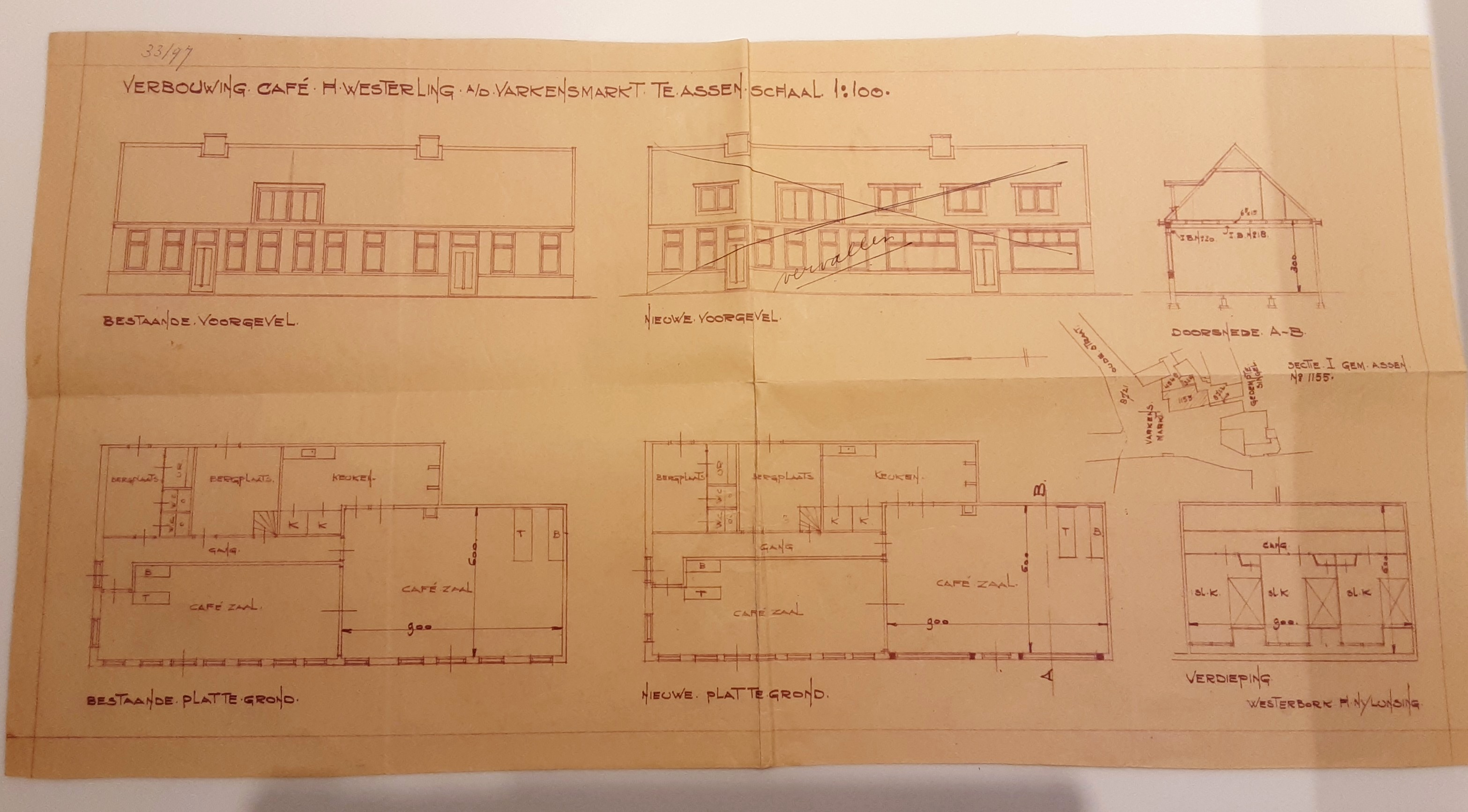
Bouwtekening van de verbouwing van 1933
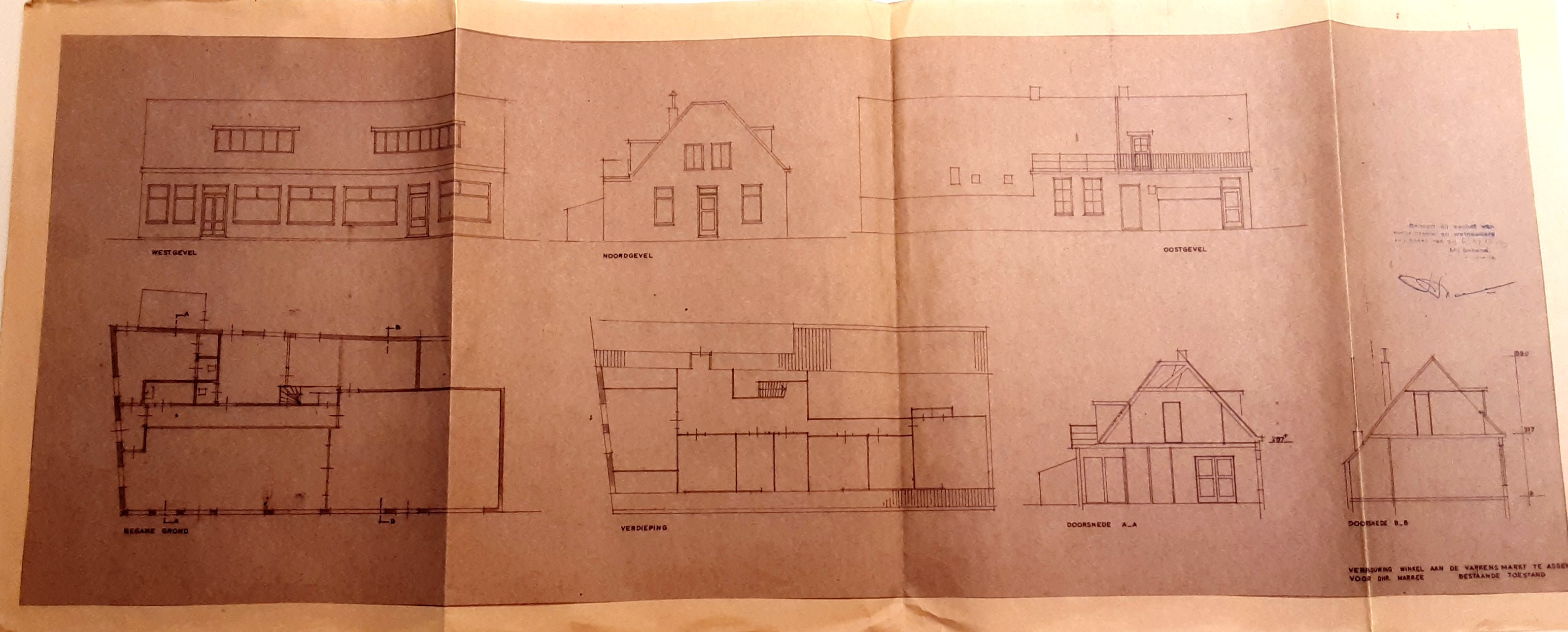
Bouwtekening die de situatie van vóór de verbouwing van 1967 weergeeft
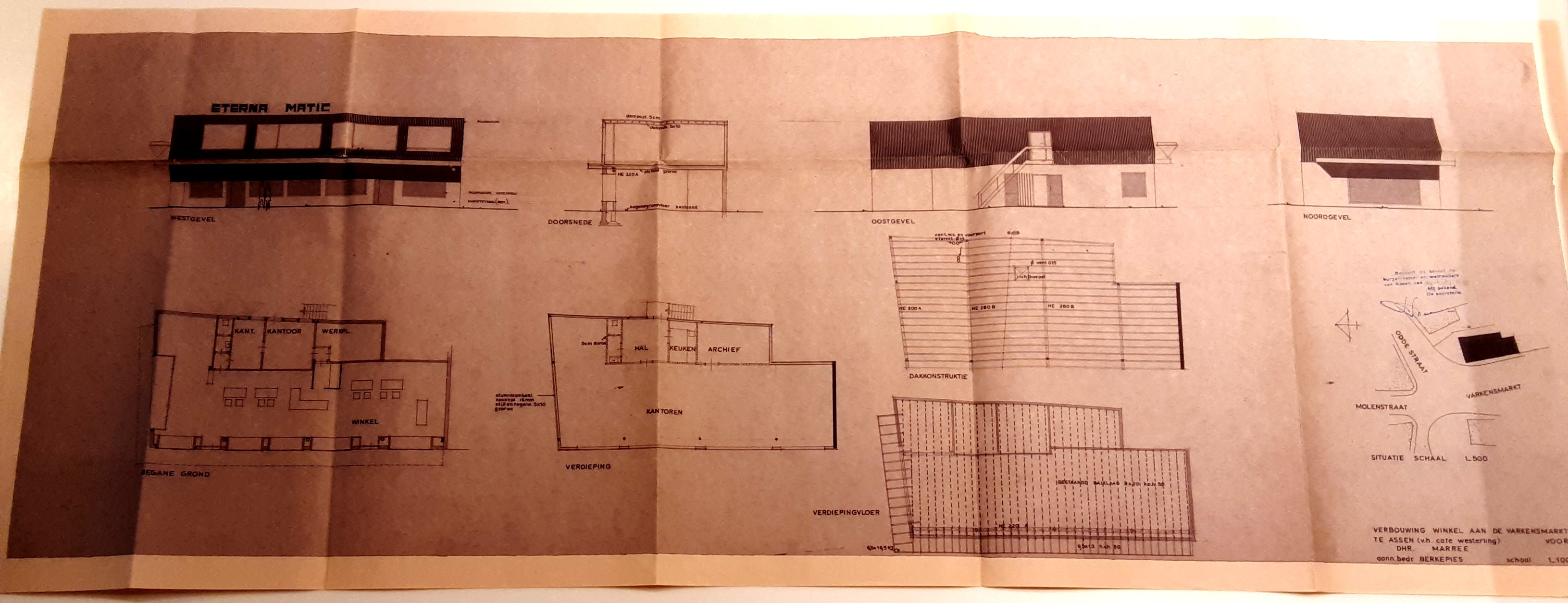
Bouwtekening die de situatie na de verbouwing van 1967 weergeeft